# Eredivisie ijshockey bekercompetitie 2014/15
De Eredivisie ijshockey bekercompetitie 2014/15 of Jack's Casino Bekercompetitie (de sponsornaam) was de 45e editie van dit ijshockeybekertoernooi dat georganiseerd wordt door de Nederlandse IJshockey Bond.
Aan de bekercompetitie namen dit seizoen alle vijf teams uit de NIJB eredivisie (inclusief de Belgische club HYC Herentals)deel. De reguliere competitie ging, vijf dagen na de openingswedstrijden van het ijshockeyseizoen in Nederland om de Ron Bertelingschaal, van start op vrijdag 10 oktober en eindigde op zondag 11 januari 2015 met de finale in het IJssportcentrum in Eindhoven. Na afloop van deze competitie speelden de top-4 in de play-off om de Nederlandse bekertitel. Hierin kwamen de nummers ‘1’ en ‘4’ en de nummers ‘2’ en ‘3’ in de halve finale tegen elkaar uit in een 'best-of-three'. De beide winnaars van deze duels speelden de bekerfinale.
Bekerhouder Destil Trappers Tilburg won het bekertoernooi voor de vijftiende keer door UNIS Flyers Heerenveen (10-voudig bekerwinnaar) met 5-2 te verslaan.

## Competitie
Puntentelling
Een gewonnen wedstrijd leverde drie punten op. Bij een gelijkspel volgde een verlenging (4-tegen-4) van maximaal vijf minuten, eventueel gevolgd door een shoot-out. Het team dat scoorde won de wedstrijd met één doelpunt verschil. De winnaar kreeg twee punten, de verliezer één punt.

### Eindstand
| \| # \| Club \| AW \| W \| GW \| GV \| V \| Pnt \| V-T \| \| - \| ------------------ \| -- \| - \| -- \| -- \| - \| --- \| ----- \| \| 1 \| Tilburg Trappers \| 8 \| 7 \| 1 \| 0 \| 0 \| 16 \| 42-15 \| \| 2 \| UNIS Flyers \| 8 \| 4 \| 0 \| 0 \| 1 \| 09 \| 27-20 \| \| 3 \| Laco Eaters Geleen \| 8 \| 4 \| 0 \| 0 \| 4 \| 08 \| 32-44 \| \| 4 \| HYC Herentals \| 8 \| 4 \| 0 \| 0 \| 4 \| 08 \| 33-32 \| \| 5 \| Dolphin Kemphanen \| 8 \| 0 \| 0 \| 0 \| 8 \| 0 \| 20-43 \| * Eindklassering Geleen en Herenthals op basis van onderling resultaat: 12-9 (4-3, 8-6) | Legenda AW = aantal wedstrijden WP = winstpartij (3 punten) GW = gelijk en gewonnen na verlenging (2 punten) GV = gelijk en verloren na verlenging (1 punt) V = verloren partij (0 punten) Pnt = totaal punten v-t = doelpunten voor/tegen |    |   |    |    |   |     |       |
| # | Club | AW | W | GW | GV | V | Pnt | V-T   |
| 1 | Tilburg Trappers | 8  | 7 | 1  | 0  | 0 | 16  | 42-15 |
| 2 | UNIS Flyers | 8  | 4 | 0  | 0  | 1 | 09  | 27-20 |
| 3 | Laco Eaters Geleen | 8  | 4 | 0  | 0  | 4 | 08  | 32-44 |
| 4 | HYC Herentals | 8  | 4 | 0  | 0  | 4 | 08  | 33-32 |
| 5 | Dolphin Kemphanen | 8  | 0 | 0  | 0  | 8 | 0   | 20-43 |

### Uitslagen
| Datum | Thuisteam           | Uitslag | Periodestanden | Uitteam            |
| ----- | ------------------- | ------- | -------------- | ------------------ |
| 10/10 | Tilburg Trappers    | 5-1     | 1-0, 3-1, 1-0  | Dolphin Kemphanen  |
| 10/10 | HYC Herentals       | 5-2     | 2-1, 3-1, 0-0  | UNIS Flyers        |
| 11/10 | UNIS Flyers         | 5-1     | 0-0, 3-1, 0-0  | Laco Eaters Geleen |
| 12/10 | Eindhoven Kemphanen | 2-4     | 0-3, 1-1, 1-0  | HYC Herentals      |
| 12/10 | Laco Eaters Geleen  | 2-7     | 0-2, 1-1, 1-4  | Tilburg Trappers   |
| 14/10 | Tilburg Trappers    | 5-1     | 1-0, 2-0, 2-1  | HYC Herentals      |
| 18/10 | UNIS Flyers         | 4-1     | 1-1, 1-0, 2-0  | Dolphin Kemphanen  |
| 18/10 | HYC Herentals       | 6-8     | 3-3, 0-4, 3-1  | Laco Eaters Geleen |
| 19/10 | Laco Eaters Geleen  | 5-3     | 2-1, 2-1, 1-1  | Dolphin Kemphanen  |
| 24/10 | Tilburg Trappers    | 11-4    | 6-2, 2-2, 3-0  | Laco Eaters Geleen |

| Datum | Thuisteam          | Uitslag | Periodestanden | Uitteam            |
| ----- | ------------------ | ------- | -------------- | ------------------ |
| 25/10 | UNIS Flyers        | 2-4     | 0-1, 0-2, 2-1  | HYC Herentals      |
| 25/10 | Dolphin Kemphanen  | 1-5     | 1-1, 0-2, 0-2  | Tilburg Trappers   |
| 26/10 | Laco Eaters Geleen | 1-5     | 0-3, 1-1, 0-1  | UNIS Flyers        |
| 26/10 | HYC Herentals      | 8-6     | 2-2, 2-2, 4-2  | Dolphin Kemphanen  |
| 29/10 | UNIS Flyers        | 0-1     | 0-1, 0-0, 0-0  | Tilburg Trappers   |
| 31/10 | Tilburg Trappers   | 5-4 nv  | 2-0, 1-2, 1-2  | UNIS Flyers        |
| 01/11 | Dolphin Kemphanen  | 2-5     | 0-2, 0-2, 2-1  | UNIS Flyers        |
| 01/11 | Laco Eaters Geleen | 4-3     | 2-0, 1-1, 1-2  | HYC Herentals      |
| 02/11 | Dolphin Kemphanen  | 4-7     | 0-2, 4-3, 0-2  | Laco Eaters Geleen |
| 02/11 | HYC Herentals      | 2-3     | 2-1, 0-1, 0-1  | Tilburg Trappers   |

## Play-off

### Halve finale
De halve finale werd door middel van een “best-of-3” gespeeld.
| Competitie #1 - #4 |                  |         |                |                  |
| Datum              | Thuisteam        | Uitslag | Periodestanden | Uitteam          |
| 07/11              | Tilburg Trappers | 4-0     | 2-0, 2-0, 0-0  | HYC Herentals    |
| 09/11              | HYC Herentals    | 3-2     | 0-0, 2-1, 1-0  | Tilburg Trappers |
| 11/11              | Tilburg Trappers | 7-3     | 1-0, 5-3, 1-0  | HYC Herentals    |

| Competitie #2 - #3 |                    |         |                |                    |
| Datum              | Thuisteam          | Uitslag | Periodestanden | Uitteam            |
| 07/11              | UNIS Flyers        | 5-1     | 2-0, 2-0, 1-1  | Laco Eaters Geleen |
| 09/11              | Laco Eaters Geleen | 2-5     | 1-0, 0-3, 1-2  | UNIS Flyers        |

### Finale
De finale werd op zondag 11 januari 2015 in het ijssportcentrum in Eindhoven gespeeld.
| Datum | Winnaar          | Uitslag | Periodestanden | Finalist    |
| ----- | ---------------- | ------- | -------------- | ----------- |
| 11/01 | Tilburg Trappers | 5-2     | 1-0, 1-0, 3-2  | UNIS Flyers |